# بيير بروبست
بيير بروبست (بالفرنسية: Pierre Probst)‏ هو كاتب للأطفال وكاتب فرنسي، ولد في 6 ديسمبر 1913 في ميلوز في فرنسا، وتوفي في 12 أبريل 2007 في سوريسن في فرنسا.